# Guugu yimithirr (språk)
Guugu yimithirr eller guugu yimidhirr är ett australiskt språk som talas i landet Guugu Yimithirr på Kap York‑halvöns östkust i den koloniala bildningen Queensland. Guugu yimithirr tillhör den pamanska grenen av den pama-nyunganska språkfamiljen.
Ordet för känguru har lånats från guugu yimithirr till engelska; det ursprungliga ordet gangurru är någon känguruart, troligen Macropus antilopinus.
En rörelse för revitalisering av guugu yimithirr leds av organisationen Pama Language Centre.
Austlang/AIATSIS‑koden är Y82, och AIATSIS reference name är GUUGU YIMITHIRR.

## Typology
Guugu yimithirr är ett agglutinerande språk; alla grammatiska kategorier uttrycks genom ordböjning, all ordböjning och avledning är suffixal, och stammorfem påverkas icke, eller endast lätt (vokalförlängning) av suffix.  assimilation vid ordböjning finns bara i ett fall. Varje suffix står för ett grammem inom en grammatisk kategori, med undantag av att några ändelser betecknar både ett grammem inom tempus och ett grammem inom modus.
Guugu yimithirr är ett kluvet ergativt‑absolutivt språk. Grundordföljden är fri, med en preferens för SOV. Pronomina är fria, till skillnad från i språk längre västerut i Nordaustralien.

## Varieteter
Inom guugu yimithirr har funnits ett antal språkliga varieteter. De flesta har förlorats med få uppteckningar gjorda. Den enda nöjaktigt upptecknade skillnaden är att en inlandsvaritet waguurrga och en kustvarietet thalunthirr har skillnader i ordförråd; ungefär 70 ord är olika. Dessutom finns ett sätt att tala med ingifta släktingar, ett respektspråk som innebär att vissa ordgrupper inom samma semantiska domän byts ut mot ett ord, som oftast inte finns i det vanliga ordförrådet.

## Fonologi
Guugu yimithirr har 21 fonem.

### Vokaler[1]
|        | Främre | Bakre |
| ------ | ------ | ----- |
| Sluten | i      | u     |
| Öppen  | a      | a     |

Alla vokaler kan vara både långa och korta. Antalet vokalfonem är sex. Långa vokaler kan bara finnas i ordets första eller andra stavelse.

### Konsonanter[1]
Guugu yimithirr har 15 konsonantfonem. Klusiler har tonande och tonlösa allofoner. Som symbol för klusila fonem används tonlösa IPA‑tecken i tabellen. Retroflex klusil och nasal är troligen icke fonem, utan realisationer av /ɽ/ + /t/ och /ɽ/ + /n/. Grafem som används i den nu (2023) gängse ortografin anges inom vinkelparentes.
|             | Bilabial | Apiko- alveolar | Retroflex | Lamino- dental | Lamino- palatal | Dorso- velar |
| ----------- | -------- | --------------- | --------- | -------------- | --------------- | ------------ |
| Klusil      | p ⟨b⟩    | t ⟨d⟩           | (ʈ ⟨rd⟩)  | t̪ ⟨th⟩         | c ⟨j⟩           | k ⟨g⟩        |
| Nasal       | m ⟨m⟩    | n ⟨n⟩           | (ɳ ⟨rn⟩)  | n̪ ⟨nh⟩         | ɲ ⟨ny⟩          | ŋ ⟨ng⟩       |
| Lateral     |          | l ⟨l⟩           |           |                |                 |              |
| Flapp       |          | ɾ ⟨rr⟩          | ɽ ⟨r⟩     |                |                 |              |
| Approximant | w ⟨w⟩    |                 |           |                | j ⟨y⟩           |              |

### Ortografi
Guugu yimithirr har haft tre ortografier: en onöjaktig ortografi skapad av fonetiskt och fonologiskt oskolade missionärer, en fonematisk ortografi skapad av John B. Haviland 1974, och en modifiering av John B. Havilands ortografi, som skapades av lekmän 1986. Den sistnämnda visas i tabellen ovan. I ortografin från 1974 skrivs lamino‑dental klusil som ⟨dh⟩ och lamino‑palatal klusil som ⟨dy⟩.
Grafemföljderna ⟨rd⟩, ⟨rn⟩ och ⟨rnd⟩ uttalas [ɖ], [ɳ] och [ɳɖ].

## Morfologi

### Ordklasser
- böjda ordklasser
  - deklinerade ordklasser (nomina, nominala ordklasser)
    - ergativ‑absolutiv eller lokal kasusböjning
      - 1. substantiv
      - 2. adjektiv
      - 3. indefinita pronomina och interrogativa pronomina
      - 4. deikter
      - 5. räkneord
      - 6. rumsord
      - 7. väderstrecksord

    - nominativ‑ackusativ kasusböjning
      - 8. personliga pronomina

  - konjugerade ordklasser
    -       - 9. verb
- oböjda ordklasser
  - 10. partiklar
  - 11. tidsord
  - 12. interjektioner

Alla ordklasser utom substantiv och adjektiv är slutna. Verb inlånas från engelskan, varvid verben suffigeras medelst osjälvständiga verb (ett transitivt och ett intransitivt), som konjugeras.

### Grammatiska kategorier
De grammatiska kategorierna i guugu yimithirr är som följer.
i nomina:
- numerus
- kasus

i verb:
- aspekt
- diates
- modus
- tempus[1]

### Deklination
Guugu Yimithirr har bara en deklination (observera dubbelbetydelsen hos ”deklination”). En viss allomorfi finns i kasuset ergativ, men det beror till stor del på fri variation.

#### Numerus
Substantiv har två grammem i numerus: det som på engelska kallas general number och pluralis. General number betyder att antalet (en eller flera) framgår av sammanhanget. Vanligen kallas general number singular av konvention.
Personliga pronomina har singularis, dualis och pluralis; i dessa personliga pronomina är guugu yimithirr ett flekterande språk, inte agglutinerande.

#### Kasus
I forskning om australiska språk har det debatterats, huruvida genitiv, komitativ och några andra böjningar skall ses som ordböjning (kasusböjning) eller avledning. En av anledningarna till att böjningar som genitiv har setts som avledningar är, att ifrågavarande språk annars skulle ha ord med dubbel kasusböjning (suffixaufnahme).
Om man räknar alla böjningar av nomina, som inte är numerusböjningar, som kasus, har följande kasus urskilts i guugu yimithirr:
- grammatiska kasus
  - grammatiska kasus i nomina utom personliga pronomina
    - 1. absolutiv
    - 2. ergativ

  - grammatiska kasus i personliga pronomina
    - 3. nominativ
    - 4. ackusativ
- perifera kasus
  - syntaktiska perifera casus
    - 5. instrumentalis (morfologiskt identisk med dativ)
    - 6. dativ
    - 7. purposiv
    - 8. kausativ
    - 9. ”goal” (icke fullt produktivt)

  - lokala syntaktiska casus
    - 10. lokativ (morfologiskt identisk med dativ)
    - 11. allativ (endast i ett fall skilt från lokativ)
    - 12. ablativ (morfologiskt identisk med kausativ)
    - 13. ”superjacent” (icke fullt produktivt)
- ”essiva kasus”
  - 14. adessiv (ej samma betydelse som i till exempel finska)
  - 15. abessiv (ej samma betydelse som i till exempel finska)
- kasus som kan ses som avledningar
  - 16. genitiv (morfologiskt identisk med ergativ när nominalfrasen står i absolutiv)
  - 17. komitativ
  - 18. privativ

Om man för samman kasus som är morfologiskt identiska, och bortser från kasus som  icke är fullt produktiva, och godtager den bland australianister vanliga uppfattningen att vissa morfem (genitiv, komitativ och privativ) är avledningsmorfem, minskas antalet kasus till sju, plus två kasus i personliga pronomina:
1. absloutiv
2. ergativ/instrumentalis
3. dativ/genitiv[a]/lokativ/allativ
4. purposiv
5. kausativ/ablativ
6. adessiv
7. abessiv
8. nominativ (endast i personliga pronomina)
9. ackusativ (endast i personliga pronomina)

### Konjugation
Guugu yimithirr har tre huvudkonjugationer, som kan uppdelas i upp till åtta underkonjugationer. Ändelserna i indikativ ickedåtid, indikativ preteritum och imperativ skiljer konjugationerna åt, och utgör tema.
Varje verbform består av fyra morfem, av vilka de två mittersta kan vara nollmorfem:
stam–aspekt–diates–modus/tempus
Det fjärde morfemet är antingen en modusmorfem (som imperativ) eller ett tempusmorfem, som inbegriper att moduset är indikativ. Vissa modus förekommer bara i bisatser.

#### Aspekt
Aspekt anges genom att platsen närmas verbstammen innehåller ett nollmorfem (simpel aspekt) eller en upprepad, ofta modifierad form av stammens sista stavelse (continuous aspect).

#### Diates
Diates anges genom att tredje platsen i verbschemat innehåller ett nollmorfem (aktivum) eller en av två allomorfer (reflexiv aspekt). Aktivum utgör alltså inte kontrast till passivum, utan till ett grammem som innebär att satsens subjekt ochdirekta objekt är samma.

#### Modus och tempus
Översikt över modus och tempus:
1. indikativ ickedåtid
2. indikativ preteritum
3. imperativ
4. purposiv
5. nekande dåtid (indikativ betydelse)
6. cautionary
7. anticipatory (i bisatser)
8. precautionary (i bisatser)
9. perfektiv (indikativ betydelse)
10. subordinate‑1 causal (morfologiskt lika med perfektiv, i bisatser)
11. subordinate‑1 objective simultaneal (morfologiskt lika med perfektiv, indikativ betydelse, i bisatser)
12. subordinate‑2 subjective/agentive simultaneal (morfologiskt lika med perfektiv, indikativ betydelse, i bisatser)

Vissa namn anges kursiverat på engelska i listan, på grund av ordbrist på svenska.

## Filologi
Guugu yimithirr har ett filologiskt arv: en litteratur av fornärvda berättelser. En viktig samling av sådana myter är Tulo Gordons Milbi – Aboriginal Stories from Queensland’s Endeavour River.
En viktig och tidig del av översättningslitteraturen till guugu yimithirr är Order of Service and Hymns från 1946.